# Misiunea Militară Franceză (1918-1919)
Misiunea Militară Franceză este denumirea sub care a fost cunoscut un detașamentul francez trimis în România în timpul operațiilor militare postbelice, între 1 octombrie 1918  și 4 mai 1919, cu misiunea de a asigura consilierea, sprijinirea și instruirea unităților și autorităților militare române.
Aceasta a fost cea de a doua misiune franceză de acest fel în România, după misiunea din perioada Primului Război Mondial, între 15 octombrie 1916  și 10 martie 1918. Ca și precedenta, misiunea a fost condusă de generalul de divizie Henri Berthelot.